# Eragrostis papposa
Espèce
Classification phylogénétique
Eragrostis papposa est une espèce de plante du genre Eragrostis et de la famille des Poacées.

## Synonymes
- Eragrostis aulacosperma,
- Eragrostis sporostachya,
- Eragrostis atrovirens,
- Eragrostis speirostachya,
- Poa nigra,
- Megastachya papposa (basionyme),
- Eragrostis verticillata,
- Poa papposa,
- Eragrostis rigidifolia,
- Eragrostis aulacosperma perennis,
- Poa aulacosperma,
- Eragrostis vulgaris sporostachya.